# HAPI
HAPI (Helicopter Approach Path Indicator) bezeichnet ein Hubschraubergleitwinkelanzeige-System das für Nachtanflüge auf einen Hubschrauberlandeplatz eingesetzt wird. Es ist ein optisches System zur Unterstützung des Landeanflugs und gehört zu der Gruppe Gleitwinkelbefeuerung. Die HAPI ist als optische Hilfe bis zu einer Höhe von 300 Meter über dem Landefeld bestimmt.
Im Unterschied zu der Gleitwegbefeuerung PAPI bei Flächenflugzeugen auf Flughäfen (PAPI-Anlage-Richtlinien vom 24. Juni 1993 NfL I 201/93) besteht darin, dass beim HAPI-System die Winkelgröße des Sektors des Signals „Anflug korrekt“ auf 45 Minuten erhöht dargestellt wird und die Sektoren intermittierenden angezeigt werden. Das Signalschema des HAPI-Systems besteht aus vier einzelnen Farb-Signalsektoren für den Anflugsektor.

## Signalschema
| Sektor                  | Schema        |
| ----------------------- | ------------- |
| Anflug zu hoch          | Grün blitzend |
| Anflug korrekt          | Grün          |
| Anflug etwas zu niedrig | Rot           |
| Anflug zu niedrig       | Rot blitzend  |

Quelle: Bundesratsdrucksachen 5.3.6 HAPI-Signalschema
Die Signalwiederholungsfrequenz des Blitzsektors des HAPI-Systems beträgt mindestens 2 Hz. Das Ein/Aus-Verhältnis der intermittierenden HAPI-Signale steht im Verhältnis von 1 : 1 und der Modulationsgrad beträgt mindestens 80 %. Die Winkelgröße des HAPI-Signals „Anflug korrekt“ beträgt 45 Minuten und die Winkelgröße des Signals „Anflug etwas zu niedrig“ 15 Minuten. Die Gleitwinkelbefeuerung ist mit einer Lichtstärkeregelung versehen, um eine Anpassung an die vorherrschenden Sichtbedingungen zu ermöglichen und eine Blendung des Hubschrauberpiloten während Anflug und Landung zu vermeiden.

## Anwendung
Beim Einsatz auf einem Heliport, der aus beliebiger Richtung angeflogen werden kann, wird die HAPI-Einheit drehbar angeordnet. Ein für ein schwimmendes Hubschrauberlandedeck vorgesehenes HAPI-System wird durch eine Stabilisierung ergänzt, die das Lichtbündel mit einer Genauigkeit von ± 0,25° innerhalb einer Rollbewegung des Hubschrauberlandeplatz von ± 3° gewährleistet.